# Richard Schultz (Schauspieler)

Richard Schultz, 1898

Richard Schultz, Künstlername Schultz-Donato (* 3. April 1863 in Wien; † 5. Februar 1928 in Berlin) war ein österreichisch-deutscher Schauspieler und Theaterleiter.

## Leben und Werk
Der Sohn eines Seidenhändlers erhielt seine Schauspielausbildung am Konservatorium für Musik und darstellende Kunst in Wien, einer frühen Angabe zufolge beim Hofschauspieler Karl Meixner. Sein Debüt hatte er 1879 am Fürstlich Sulkowskischen Privat-Theater, einer Übungsbühne in der Wiener Matzleinsdorfer Straße. Danach war er an verschiedenen Provinzbühnen als „Jugendlicher Held“ engagiert, unter anderem am Stadttheater Marburg, in Graz, Triest, am Meininger Hoftheater und schließlich am Wiener Stadttheater. Nachdem er seinen Wehrdienst absolviert hatte, ging Schultz 1887 an das Deutsche Theater in Berlin und 1888 ans Kaiserliche Deutsche Hoftheater in Sankt Petersburg.
Im Dezember 1888 heiratete Schultz die Soubrette Josefine Dora. Die Ehe wurde später geschieden. 1889–1891 war er in Berlin am Berliner Theater verpflichtet. Ab Oktober 1891 führte Schultz ein Tourneeensemble, mit dem er auf mehr als 70 Bühnen die Pantomime Der verlorene Sohn aufführte, und leitete kurz auch das 1891 neuerbaute Tivoli-Theater in Bremen.
1893 pachtete Richard Schultz das Berliner Central-Theater, das sich in einem 1865 erbauten Saal in der Alten Jakobstraße 30–32 am heutigen Waldeckpark befand. Mit einer Reihe von leichtgewichtigen Ausstattungsstücken wurde unter Schultz das Haus bis 1898 „wieder zum gefragten und florierenden Unterhaltungstheater“. Dabei musste bei den aufgeführten Stücken allerdings die Handlung hinter der Optik zurückstehen, so der Theaterwissenschaftler Horst Windelboth:
„Was er [Schultz] hier in den Ausstattungsrevuen... bietet, sind nur noch Augenblickseffekte, die von der Regie geschickt und mit großem Tempo aneinandergereiht sind. Das, was verschämt als Handlung stehenbleibt, ist die immer gleiche Geschichte von dem Provinzler, der durch alle Sehenswürdigkeiten Berlins gehetzt, die grotesksten Abenteuer erlebt, bis sich schließlich die Handlung gänzlich in ‚ein entzückendes, wahnsinniges Gemisch von Zirkusspiel, Clownspäßen, Ballett, Operette, Athletensport, Feuerwerkerei, Gerson-Ausstellung‘ auflöst. Worauf es ausschließlich ankommt, ist der choreographische Effekt, der Kalauer, die Ausstattung, die groteske Situation, kurz, der ‚Trick‘, der den Zuschauer in immer neue, ungeahnte und begeistert aufgenommene Überraschungen stürzt.“
So brachte Schultz beispielsweise in der Revue Eine wilde Sache echte Araber „nebst Eseln und Kamelen“ auf die Bühne. Aber auch Sozialaristokraten, ein Drama von Arno Holz, hatte unter Holz’ Regie als selbstfinanzierte Produktion am 15. Juni 1897 dort seine Uraufführung. Max Reinhardt spielte dabei die Rolle des Bellermann.

Programmheft 1898

1898 gab Schultz die Leitung des Central-Theaters auf, übernahm stattdessen das bisherige Theater Unter den Linden, das er umbauen ließ und unter dem neuen Namen Metropol-Theater mit der Ausstattungsoperette Das Paradies der Frauen eröffnete. Zusammen mit dem Dramaturgen Julius Freund entwickelte Schultz die im Central-Theater erfolgreiche Ausstattungs-Posse mit Gesang und Tanz zur „Metropol-Jahresrevue“ weiter, die bis zum Ersten Weltkrieg als das große jährliche gesellschaftliche Ereignis in Berlin galt und das Theater zu der führenden deutschen Revuebühne machte. Zum Ensemble gehörten im Laufe der Jahre unter anderem der beliebte Komiker Guido Thielscher, Fritzi Massary, Joseph Giampietro, Josef Josephi und später auch Trude Hesterberg. Kapellmeister und Komponist war ab 1901 Victor Hollaender. Nach Beginn des Ersten Weltkriegs setzte Schultz dann verstärkt auf Operettenproduktionen (Jacques Offenbach, Leo Fall, Emmerich Kálmán).
1919 zog sich der durch das Metropol-Theater zu einem ansehnlichen Vermögen gekommene Richard Schultz auf sein Rittergut in Oberbayern, dann nach Graz zurück. „Als er, seit langem schwer krank, sein Ende kommen fühlte, zog es ihn wieder nach Berlin, seiner Wahlheimat, wo er nach eigenem Geständnis sterben und beigesetzt sein wollte“, heißt es im Nachruf der Vossischen Zeitung.